# HAT-P-12
HAT-P-12 är en ensam stjärna i mellersta delen av stjärnbilden Jakthundarna. Den har en skenbar magnitud av ca 12,84 och kräver ett kraftfullt teleskop för att kunna observeras. Baserat på parallax enligt Gaia Data Release 2 på ca 7,0 mas, beräknas den befinna sig på ett avstånd på ca 468 ljusår (ca 143 parsek) från solen. Den rör sig närmare solen med en heliocentrisk radialhastighet på ca -40 km/s.

## Egenskaper
HAT-P-12 är en orange till gul stjärna i huvudserien av spektralklass K5 V. Den har en massa som är ca 0,72 solmassa, en radie som är ca 0,71 solradie och har ca 0,21 gånger solens utstrålning av energi från dess fotosfär vid en effektiv temperatur av ca 4 600 K.

## Planetsystem
År 2009 upptäcktes av HAT Net Project en exoplanet, HAT-P-12 b, som kretsar kring stjärnan. Planeten upptäcktes med hjälp av transitmetoden och bekräftades genom uppföljning av radialhastighetsmätningar. Variationer i transittidpunkten tyder på att det finns ytterligare icketransiterande planeter i systemet. I augusti 2022 infördes detta planetsystem bland 20 system som skulle namnges av det tredje NameExoWorlds-projektet.
| Planet         | Massa            | Halv storaxel (AE) | Siderisk omloppstid (d) | Excentricitet | Inklination | Radie              |
| -------------- | ---------------- | ------------------ | ----------------------- | ------------- | ----------- | ------------------ |
| b              | 0,211 ± 0,012 MJ | 0,0384 ± 0,0003    | 3,2130598 ± 0,000006    | 0             | -           | 0,95 +2,85−0,02 RJ |
| c (obekräftad) | ≥ 0,218 MJ       | -                  | 8,853                   | 0,15499       | 73,5        | - RJ               |